# 国道6号一次改築
国道6号一次改築（こくどう6ごういちじかいちく）は1948年（昭和23年）から1966年（昭和41年）に茨城県内の国道6号の大規模改良工事で建設されたバイパス群である。
なお実際には戦前から内務省によって改良工事が進められていたがここでは主に建設省発足以降の事項を記述する。

## 概要
1941年（昭和16年）、土浦市真鍋町-日立市滑川町の全面改良工事が起源でその目的は戦時体制での道路輸送の強化にあった。しかし同じ年に太平洋戦争が勃発、戦局の悪化と共に工事は停滞した。
1945年（昭和20年）、戦争終結により戦時体制の強化という意義は失われたが計画そのものは継続され、戦争で中断していた改良工事も1946年（昭和21年）8月に再開、1947年（昭和22年）の新道路法施行以降は施工区域が日立市以北の高萩市・北茨城市が含まれた。
1948年（昭和23年）建設省発足により内務省から引き継がれ、以降江戸時代の水戸街道・岩城相馬街道そのままの状態であった未改良区間の改良工事が本格的に開始。市街地・旧宿場町集落の迂回と自動車通行に適した直線化を重点に下記の区間でバイパス化がなされた。
- 区域 ： 茨城県かすみがうら市、石岡市、小美玉市、東茨城郡茨城町、日立市、高萩市、北茨城市
  - 千代田改築（かすみがうら市下稲吉 - 石岡市石岡 5.7Km（現道拡幅を含む））
  - 石岡バイパス（旧）（石岡市国府 - 小美玉市竹原 5.8Km）
  - 堅倉・小幡改築（小美玉市堅倉 - 東茨城郡茨城町小幡 7.0km）
  - 長岡・小鶴改築（東茨城郡茨城町小鶴 - 東茨城郡茨城町長岡 3.0km）
  - 石名坂バイパス（日立市大和田町 - 日立市石名坂町 2.9Km）
  - 大甕・神峰改築（日立市大みか町 - 日立市滑川町 13.2Km（現道拡幅を含む））
  - 小木津バイパス（日立市滑川町 - 日立市川尻町 6.6Km）
  - 高萩国道改築（高萩市石滝 - 高萩市高戸 3.8Km）
  - 磯原・赤浜改築（高萩市赤浜 - 北茨城市磯原町磯原 8.3km（現道拡幅を含む））
  - 大津道路改築（北茨城市関南町神岡上 - 北茨城市大津町北町 2.8km）
- この一連のバイパス化で石岡・高萩市街地の他、稲吉（かすみがうら市）、竹原・堅倉（小美玉市）、小幡・長岡（東茨城郡茨城町）、大橋・小木津（日立市）、足洗・神岡（北茨城市）の旧宿場町集落が迂回された。
- 長岡・小鶴改築の区間は1990年（平成2年）茨城町バイパス供用により茨城県に移管、現在は県道茨城鹿島線となっている。

## 歴史
- 1949年（昭和24年） - 大津道路改築供用（内務省からの引継ぎ）
- 1951年（昭和26年）3月 - 高萩国道改築供用（内務省からの引継ぎ）
- 1952年（昭和27年）4月 - 長岡・小鶴改築着手
- 1956年（昭和31年）4月 - 堅倉・小幡改築着手
- 1956年（昭和31年）4月 - 長岡・小鶴改築供用
- 1957年（昭和32年）4月 - 千代田改築着手
- 1958年（昭和33年）3月 - 千代田改築供用
- 1958年（昭和33年）4月 - 堅倉・小幡改築供用
- 1958年（昭和33年）4月 - 大甕・神峰改築着手
- 1959年（昭和34年）4月 - 石岡バイパス（旧）着手
- 1961年（昭和36年）4月 - 石名坂バイパス、小木津バイパス着手
- 1961年（昭和36年）9月 - 磯原・赤浜改築着手
- 1962年（昭和37年）4月 - 石岡バイパス（旧）供用
- 1963年（昭和38年）4月 - 大甕・神峰改築供用
- 1963年（昭和38年）5月 - 小木津バイパス一部暫定供用（日立市滑川町～日立市日高町 4.6Km）
- 1964年（昭和39年）1月 - 石名坂バイパス供用（2車線）
- 1966年（昭和41年）3月 - 小木津バイパス全区間供用

## 補足（バイパス化後の旧道）
バイパス化後旧道となった区間の現在である
- 千代田改築
かすみがうら市（当時は新治郡千代田村）と茨城県に移管、茨城県所管は県道千代田大穂線（（現）県道つくば千代田線）となったが後に県道バイパス供用により県道区間もかすみがうら市に移管[1]。
- 石岡バイパス（旧）
石岡市と小美玉市（当時は東茨城郡美野里町）および茨城県に移管、茨城県所管は国道355号、県道石岡城里線の一部になっている。
- 堅倉・小幡改築
小美玉市（当時は東茨城郡美野里町）と東茨城郡茨城町および茨城県に移管、茨城県所管は県道上吉影岩間線・県道玉里水戸線の一部になっている。
- 長岡・小鶴改築
東茨城郡茨城町と茨城県に移管、茨城県所管は県道大洗友部線・県道内原塩崎線・県道塩ヶ崎茨城線の一部になっている。
- 石名坂バイパス
日立市と茨城県に移管、茨城県所管は県道亀作石名坂線の一部になっている。
- 大甕・神峰改築
日立市に移管。
- 小木津バイパス
日立市（当時は多賀郡十王町）と茨城県に移管、茨城県所管は県道日立いわき線の一部になっている。
- 高萩国道改築
高萩市と茨城県に移管、茨城県所管は国道461号と県道高萩停車場線の一部になっている。なおバイパス化以前の現道時代は常磐線の踏切を介してを高萩市街地と結ばれていたが現在は踏切が廃止されてしまったため現国道と旧道の接点は存在しない。
- 磯原・赤浜改築
北茨城市に移管。
- 大津道路改築
茨城県に移管、県道里根神岡上線・県道山根大津港線・県道塙大津港線の一部になっている。